# Mark Kirkland
Mark Kirkland (* 5. listopadu 1956) je americký režisér animovaných filmů. Od roku 1990 režíroval 84 epizod seriálu Simpsonovi, což je více než kterýkoli jiný režisér.

## Kariéra
Ve 13 letech začal Kirkland natáčet super 8mm filmy a pracoval pro svého otce, známého fotografa a filmaře Douglase Kirklanda, který vytvářel „making of“ filmy pro velké produkční společnosti. Toto seznámení s Hollywoodem podnítilo Kirklandovu touhu po kariéře v zábavním průmyslu. Kirkland se již v raném věku zajímal o kreslení. Od 17 let čtyři roky studoval v programu experimentální animace na Kalifornském institutu umění, kde získal titul bakaláře. Jeho učiteli zde byli lidé jako Jules Engel, jenž působil jako jeho asistent, A. Kendall O'Connor, Ollie Johnston či Moe Gollub. V roce 1976 získal spolu se svým spolužákem Richardem Jefferiesem cenu Studentské akademie za animaci za jejich graficky animovaný film vytvořený k písni „Fame“ od Davida Bowieho. Po dokončení studia se přihlásil k Disneymu, ale nebyl přijat a místo toho začal pracovat pro společnost Hanna-Barbera. Od 2. řady začal pracovat na seriálu Simpsonovi a režíroval 84 epizod, což je více než kterýkoli jiný režisér. V 18. řadě se stal supervizorem režiséra tohoto seriálu. V roce 2021 Kirkland Simpsonovy opustil a stal se režisérem seriálu HouseBroken.
Za svou práci na Simpsonových získal Kirkland tři ceny Primetime Emmy, dvě ceny Environmental Media Awards a cenu Pioneer in Television Animation Award na Mezinárodním filmovém festivalu v Burbanku.
Kirkland je aktivním členem Televizní akademie umění a věd a v letech 2012–2013 působil jako guvernér skupiny pro animaci.
Jako nezávislý filmař Kirkland napsal, režíroval a produkoval oceněné krátké filmy, které byly uvedeny na filmových festivalech po celém světě a promítány v Muzeu moderního umění v New Yorku. Během 5 let se Kirkland zúčastnil 25 festivalů, na kterých se promítaly jeho filmy A Letter from Home, The Moving Picture Co. 1914, The Audition a Bud's Odyssey. Kirkland je zkušený fotograf, jeho snímky byly publikovány v časopisech US a People. Je autorem fotoreportáží o zákulisí natáčení seriálu Simpsonovi a A Visit with Ollie o legendárním animátorovi společnosti Disney Olliem Johnstonovi.

## DílySimpsonových
2. řada
- Homer maskotem
- Bartova srážka s autem
- Láska klíčí i v ředitelně
- Válka Simpsonových

3. řada
- Homerova definice
- Jak Burns prodával elektrárnu
- Homer sám doma
- Ctěný pan Homer

4. řada
- Vzhůru na prázdniny
- Líza královnou krásy
- Lízino první slovo
- Homer – spása Springfieldu

5. řada
- Homerovo pěvecké kvarteto
- Marge na útěku
- Homer a Apu
- Burnsův dědic

6. řada
- Lízina rivalka
- Návrat Leváka Boba
- Strach z létání
- Homer versus Patty a Selma
- Springfieldská spojka

7. řada
- Líza vegetariánkou
- Homerův tým
- Ryba jménem Selma
- Simpsonovi na prázdninách

8. řada
- Zuřící býk Homer
- Hora šílenství
- Stařec a Líza

9. řada
- Speciální čarodějnický díl (jako Mad Dog Kirkland)[8]
- Bart Světský
- Bart – televizní šoumen

10. řada
- Kouzelník z Evergreen Terrace
- Šťastná doba hippies (s Matthewem Nastukem)[9]
- Marge – královna silnic
- Stařec a moře průšvihů

11. řada
- Bartovo napravení
- Malá velká máma
- Plastický Vočko
- Cena smíchu

12. řada
- Muž, který věděl příliš mnoho
- Simpsonovi v Africe

13. řada
- Rodičovské pouto
- Sladkosti a zahořklá Marge
- Na pranýři

14. řada
- Zkáza domu Simpsonů
- Výchova dívek v Americe
- Čtyřprocentní trojka

15. řada
- Obtěžoval jsem anglickou královnu
- Tiráda americké hospodyňky
- Nevěsta na úprku

16. řada
- Ve válce sporáků je vše dovoleno
- Drahé pivínko
- Kdo se bojí pokrývače?

17. řada
- Ohňostroj oddanosti
- Taliján Bob
- Salam Banghalore

18. řada
- Vočko veršotepcem

19. řada
- Rád létá, a ne, že ne
- Zlatá devadesátá

20. řada
- Burns a včely
- Půjčka na oprátku

21. řada
- Pětka je pro Barta málo
- Pohlednice ze Springfieldu
- Panu dozorci s láskou

22. řada
- Muzikál ze základní
- Dobrý otec Homer
- Střihoruký Homer

23. řada
- Mé nahraditelné já
- Otázky Homera Simpsona
- Mé srdce patří Bartovi

24. řada
- Don Držgrešle
- Konec světa za dveřmi
- Temný rytíř zasahuje

25. řada
- Čtyři chyby a jeden pohřeb
- Školní lavice a pravice
- Rozhodčí je Homer

26. řada
- Mama Sendvič
- Vánoční vyhazov
- Matka na stráži

27. řada
- Láska je chemie

28. řada
- Hotdogy mého mládí

29. řada
- Čtení pro mne není

30. řada
- 101 usmíření

31. řada
- Rovnátka

## DílyHouseBroken
1. řada
- Who's a Good Girl? (2021, epizoda 1)